# Musique des Antilles françaises
Les Antilles françaises, en particulier la Guadeloupe et la Martinique, abritent une populaire musique originale qui a gagné un renom international grâce au succès du zouk dans les années 1980. Le zouk est particulièrement connu en France où il est devenu un important symbole de la Guadeloupe et la Martinique. Le zouk a pour origine les musiques ethniques antillaises comme le gwoka guadeloupéen, le bèlè et le chouval bwa (en) martiniquais, le compas haïtien mais a aussi une origine pan-caribéenne via la tradition de la calypso.
Après l'abolition de l'esclavage en 1848, la musique créole trouva son lieu de prédilection et de croissance à Saint-Pierre, capitale culturelle de la Martinique pendant le XIXe siècle jusqu'à la catastrophe qui la réduisit en cendres le 8 mai 1902. Saint-Pierre possédait depuis la fin du XVIIIe siècle un théâtre où se donnaient des concerts, se jouaient des opéras, et où l'on organisait plusieurs bals annuels. Mais c'est dans les bastringues et les cercles de société que se façonnait véritablement la musique populaire. Dédiée essentiellement à la danse : la biguine à deux temps, dérivé syncopé de la polka, la valse créole, emphatique, langoureuse, et la mazurka, à trois temps comme la valse mais s'en distinguant par les accentuations, comportant en outre deux parties, l'une alerte et enjouée, l'autre tendre et sentimentale; puis le quadrille à commandements, resté plus vivace en Guadeloupe qu'à la Martinique, et la valse pasillo, légère et sautillante, venue d'Amérique Centrale. L'instrument par excellence de la musique antillaise est la clarinette. Les premiers orchestres comprenaient aussi le trombone des défilés de carnaval, avec les instruments à cordes : guitare, violon, violoncelle et le chacha, cylindre de fer blanc rempli de grenaille, dont des mains virtuoses et expertes savaient extraire un rythme puissant, envoûtant,.

## Musique traditionnelle

### Carnaval

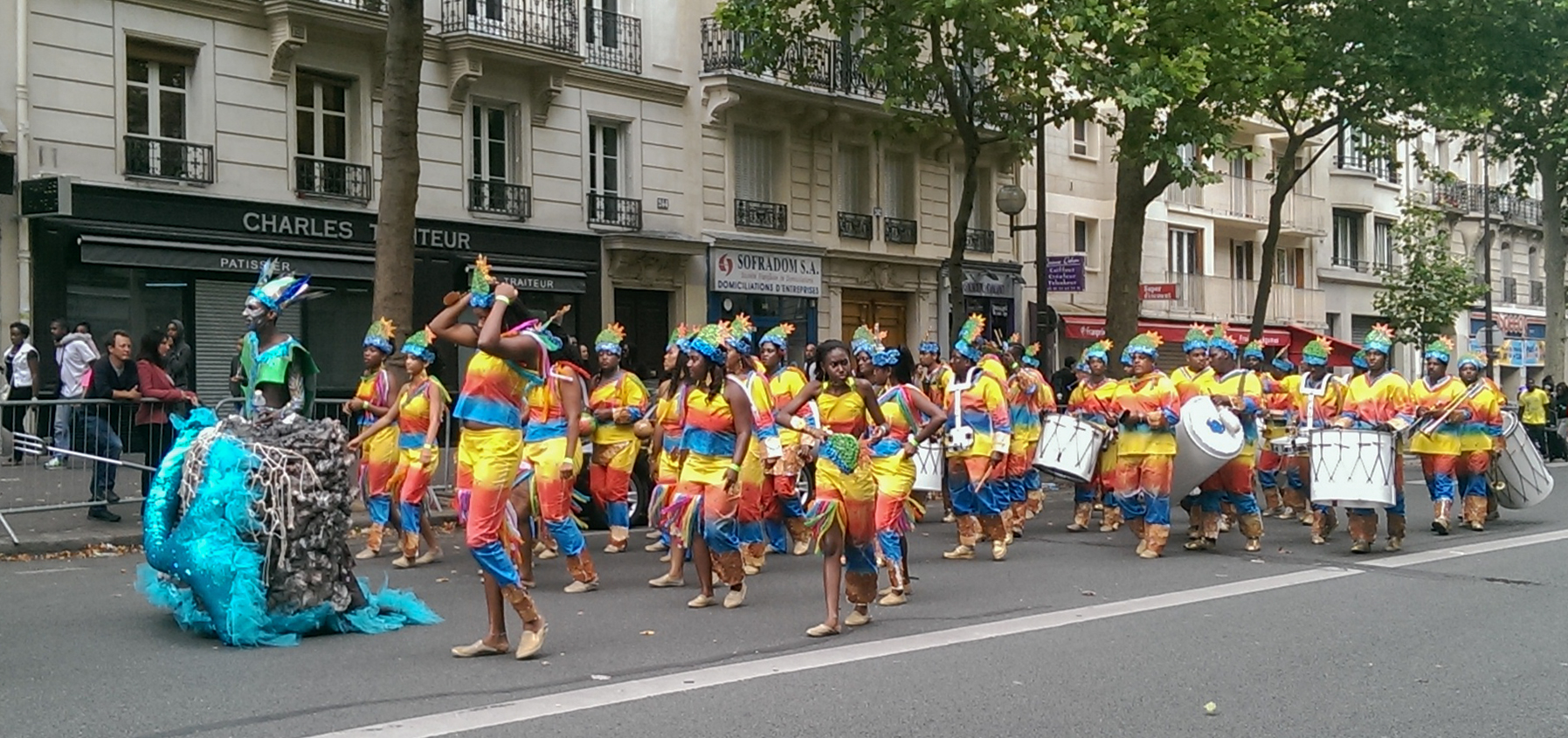
Une formation de Martinique au Carnaval tropical de Paris 2014

Le carnaval est une fête très importante en Guadeloupe, en Martinique. La musique y joue un rôle vital, avec de grandes parades : les vidés' ou déboulés, un peu à la manière des écoles de samba brésiliennes. Le carnaval perdait de sa popularité dans les Antilles après la Seconde Guerre mondiale, mais a connu un renouveau avec les nouvelles formations musicales dans les années 1980. Dans chaque île, les festivités sont animées par des chants participatifs (appel et réponse).
Au début du XXe siècle, les groupes de carnaval défilaient avec des chars, jouant de la musique connue sous le nom de biguine vidé (ou juste vidé). Pour la première fois dans l'histoire du carnaval de la Martinique un groupe déambulera dans les rues de Fort-de-France, le dimanche gras 1975, à l'initiative de l'animateur culturel de la ville. Près de 80 tambouiers, percussionnistes y participeront avec des tambours traditionnels et des percussions en tous genres. À partir de cette année, durant chaque période des jours gras, des groupes "à pied" seront présents avec des tambours de plus en plus fabriqués pour être plus portables, jusqu'à l'utilisation du plastique. Cette forme d'expression dans les rues du carnaval sera systématisée pendant les années 1980 avec la création de Plastic System Band, Tanbou Bokannal, dont les membres principaux étaient dans l'aventure de 1975, grands groupes de plus de 50 membres et musiciens incluant cuivres, percussionnistes et danseurs appelés groupes à pied correspondant chacun à un quartier.
À partir de 1984, les amateurs de tambours se réuniront par dizaines durant les dimanches précédent les jours gras près de la Place de la Savane à Fort-de-France pour des jam-sessions dans un lieu fixe, généralement les marches d'un établissement fermé le week-end, grâce à une association culturelle de la ville.
Courir le vidé est nécessairement participatif, avec un meneur qui chante et le groupe qui lui répond.Aujourd'hui, peu de groupes utilisent la voix dans la rue, car le volume des percussions, très orchestrés par ailleurs, et autres instruments soufflants, ne favorisent pas l'expression volcale.
L'instrumentation moderne comprend une variété de percussions construit à partir de containers de toutes sortes : fûts en plastique plumbing, cloche, tanbou débonda, chacha, tibwa et gwoka. Beaucoup de groupes utilisent des konn lanbi comme instrument soufflant(conques de lambi)
Le Carnaval de la Guadeloupe contient à peu près les mêmes éléments que celui de la Martinique. Les ensembles gwoka traversent l'île en jouant la mizik vidé en incitant les passants à participer. Le carnaval inclut des danses dont les racines sont essentiellement africaines laghia, grage, calinda et bel air, ou partiellement européennes "haute -taille"'. Les instruments traditionnels sont le chacha, makyé, boula, tanbou chan et tanbou bas.

### Chouval bwa (musique traditionnelle martiniquaise)
Le Chouval bwa (en) est un genre musical martiniquais traditionnel à l'origine instrumental à base de percussions, flûte de bambou, accordéon et kazoo. C'est un style de musique issu de la campagne martiniquaise qui accompagne spécifiquement les évolutions d'un manège traditionnel non motorisé propre à la Martinique; c'est de là que vient le nom chouval bwa en référence aux chevaux de bois des carrousels. Il n'y a pas de danse associée à cette pratique instrumentale. Traditionnellement il n'y a pas de chant durant cette animation, les morceaux sont de la durée d'un tour de manège, environ 3 à 5 minutes.
Les percussions du chouval bwa sont composées de Tambour à deux faces débonda et du ti bwa, un instrument fait d'un morceau de bambou horizontal et qui se joue avec des baguettes ; de chacha (tube métallique contenant des sonnaillesles ensembles les plus traditionnels sont composés aussi d'un accordéon, très souvent un tanbour bélè ; plus rarement un tambour di bass . Mais si les martiniquais au fil des générations depuis la fin du XIXe siècle ont respecté ce type de formation musicale, rien n'interdit qu'on y trouve d'autres instruments.

### Gwoka
Le gwoka est une musique traditionnelle guadeloupéenne, héritée de la musique jouée par les esclaves africains emmenés par la traite négrière. Elle comprend sept rythmes de base (toumblak, graj, léwoz, woulé, kaladja, padjanbèl ou Gganjanbèl, menndé) et est jouée dans les léwoz, rassemblements populaires et festifs.

### Bèlè
Le bel air (ou bèlè) est une musique traditionnelle martiniquaise héritée de la musique jouée par les esclaves africains emmenés par la traite négrière comprenant plusieurs formes dansées : danmyé (ou ladja) danse de lutte, bèlè dous', pitjè, biguine bèlé, beliya, gran bèlé (5 rythmiques et danses, seuls 2 sont à trois temps : beliya et gran bèlé), danses en quadrille (8 danseuses et danseurs qui forment deux carrés de 4) ; danses la line kle[Quoi ?] : mabelo, woulé mango, kanigwè (veillée mortuaire), vénèzouel, kalenda, ting-bang, karèsèyo: danses collectives sauf kalenda ; le ladja, danse de lutte pouvant être considéré comme un art martial, dont la codification est proposée depuis quelques dizaines d'années par des militants culturels..
Le bèlè se caractérise, dans sa rythmique, par les tibwa (2 baguettes de bois) qui donnent le tempo de base et le tambour qui intervient pour accompagner les couples de danseurs, marquer les accents dans des styles variés selon les musiciens mais respectent tous la structure des danses. On peut introduire des improvisations au tambour seulement dans le ladja ou danmye. Le tambour fait l'objet d'une double percussion, par les tibwa sur son fût pour marquer le rythme et par le tambourineur sur la peau.

### Bouladjel
Le bouladjel est une expression musicale de Guadeloupe composée de percussions vocales et de battements de mains.Intégré dans le système Gwoka, ce rythme sert à l'origine d'accompagnement des morts lors des rites funéraires.

### Synthèse Lollia
Vélo : « Dieu créa le monde en sept rythmes qui sont le kaladja, le toumblak, le graj, le léwoz, le padjanbel, le woulé, le mendé. » (Ernest Pépin, Le tanbouyé des sans voix, 2024, p.95).

## Musique populaire
Bien que la Guadeloupe et la Martinique ne soient le plus souvent connues que pour le style "zouk" réputé à l'échelle internationale, ces îles ont aussi donné naissance à des musiciens populaires dans divers styles mis au goût du jour de biguine, chouval bwa et gwo ka traditionnels. L'orchestre de zouk mondialement connu Kassav' reste de loin le plus célèbre. Les membres fondateurs, qui sont tous de l'île papillon (la Guadeloupe), Pierre-Edouard Décimus et Freddy Marshal, ont intégré à leur début (à partir du 2e et 3e album) trois martiniquais qui font aussi partie des vedettes de Kassav' : Jocelyne Béroard, Jean-Philippe Marthély, et Jean-Claude Naimro. William Flessel et Ti Céleste sont des artistes bien connus du style gwo ka moderne, tandis que l'orchestre de carnaval Guadeloupéen Akiyo et Voukoum sont devenus les seuls groupes de ce style à faire des enregistrements commerciaux. Le Chouval bwa est une pratique musicale séculaire, née dans la pratique du manège populaire qui est animé obligatoirement par un groupe musical avec une formation utilisant les percussions traditionnelles du bèlè et un ou plusieurs instrument (accordéon, harmonica, flûte en bambou, kazoo, et plus rarement un autre instrument, mais pas de chant). Cette musique a servi de base par exemple a des expériences musicales du groupe Archipel Tropical à Bordeaux durant les années 1970-74, puis au parc floral et culturel de Fort-de-France à partir de 1975, de nombreux jeunes musiciens se sont affranchis à la fois de la biguine et du bèle, pour s'exprimer à partir de la matrice rythmique du Chouval Bwa (ex: spectacle ""tanbou palé ba nou" de Marijo Prajet au Théâtre municipal de Fort-de-France. D'excellents musiciens ont alors développé des répertoires originaux fondé sur les ressources musicales du Chouval Bwa et magnifié par le chant et les orchestrations avec une plus large palette d'instruments (guitare basse, tambours ka, à l'exception toutefois des cuivres et synthés qui ne sont pas recherchés par ces créateurs) etc.). Dédé St Prix, Christian Théosophe (quo-fondateurs de Katakana), Ton René, Marcé (Pago) en font partie. Mais l'héritier direct de la pratique du Chouval Bwa en tant qu'installation et objet culturel du patrimoine est aujourd'hui encore Claude Germany qui avec sa femme Joselita a réveillé dans les années 1980 les manèges que les anciens commençaient à délaisser en créant leur propre structure pour sillonner les fêtes patronales. Aujourd'hui avec les Germany, une équipe de militants de l'association OMDAC avec Yv-Mari Séraline, renforce ce courant traditionnel qui n'a finalement plus rien à voir avec les œuvres scéniques des artistes cités plus haut. La musique dite Chouval bwa de scène et de la production scénographique s'est ouverte à la pop comme le zouk chouv, qui intègre des sonorités électro-acoustiques Tumpak, Dédé Saint-Prix, et Pakatak. Le style de Germany qui se consacre professionnellement à cela, et d'autres groupes amateurs qui jouent aussi hors manège, est le plus traditionnel des musiciens traditionnels de musique chouval bwa, tandis que Marce Pago Tumpak qui exerce une influence prédominante, et est aussi connu pour avoir imposé le terme zouk chouv en 1987, n'oublions pas en fait que la musique Chouval Bwa traditionnelle est véritablement la pulsation de base des orches de rue du carnaval martiniquais, en dépit des arrangements perfectionnés qui les caractérisent aujourd'hui. Ce qui montre bien que le Chouval Bwa des origines est un support intéressant pour d'autres prolongement y compris le jazz comme certains tentent de le faire en ces années 2010.

### Biguine
La biguine est un genre de musique traditionnelle Martiniquaise, que l'on peut diviser en deux types:
- L'Origine dela bidgin bélè ou biguine à tambour - remontant à la danse bèlè esclave et caractérisée par l'utilisation des tambours bélè et des baguettes rythmiques tibwa, ainsi que par la musique "appel et réponse", des voix de nez et des improvisations instrumentales en solo; elle trouve ses racines dans les danses rituelles d'Afrique de l'ouest, bien que les éléments rituels n'aient pas survécu dans la biguine haïtienne ;
- la biguine orchestrée - (en revanche, la mazouk est bien martiniquaise, musique métisse qui descend de la mazurka et très peu jouée à la Guadeloupe). Elle est fortement influencée par la musique française bien que les paroles soient généralement en créole.

Ayant évolué à partir de la musique française à cordes, la biguine a gagné la métropole française dans les années 1920. Des vedettes comme Alexandre Stellio et Sam Castendet sont vite devenues populaires. Son succès dans d'autres pays s'est rapidement estompé, mais elle a gardé une grande vivacité dans la musique populaire à la Martinique jusqu'à ce que le Konpa haïtien l'eponge un peu dans les années 1950 et que des artistes de mini-jazz comme Les Gentlemen et Les Vikings de Guadeloupe deviennent populaires à la fin des années 1960. Dans la dernière partie du XXe siècle, des musiciens de biguine comme le virtuose de la clarinette Michel Godzom ont aidé à révolutionner le genre. La Biguine moderne, forme pop de cette musique, a remporté quelques succès pop à la Martinique, particulièrement des artistes comme Kali, qui combine ce genre avec le reggae.

### Mazurka
Elle est une composante de la musique et des danses traditionnelles de la Martinique, appartenant aux musiques dites de « Saint-Pierre_(Martinique) », du nom de cette ville, ancienne capitale de la Martinique. Selon les terroirs, les pas diffèrent. Autrefois, les airs étaient assez uniformes, mais les musiciens folks varient le répertoire et elle est devenue une danse assez fluide permettant de nombreuses variantes (bercement, suspension, tourné, etc.). La mazurka se danse généralement sur 12 temps (deux fois six temps - deux fois un pas de mazurka et trois petits pas) mais il existe des variantes à neuf temps (un « balancement » est rajouté comme dans la valse à 5 temps).

### Kadans
Dans les années 1970, une vague d'immigrants haïtiens en Guadeloupe et en Martinique ont apporté avec eux le kadans, (le kadans était joué en Haïti par Weber Sicot sous le nom de kadans rampa. Le kadans rampa c'est le même rythme qu'avait inventé Némours Jean-Batiste sous le nom de konpa direc, mais comme ils étaient en forte concurrence Sicot dénomma sa musique kadans rampa) une forme sophistiquée de musique qui a rapidement balayé l'île et a participé à la réunion des anciennes colonies françaises de la caraïbe en combinant leurs influences culturelles. Ces Haïtiens ont prolongé le succès du mini-jazz avec des artistes comme les Gentlemen, les Léopards et les Vikings de la Guadeloupe.
la cadence lypso (calypso et cadence) est un genre musical de la Domninique créée par Exile One vers le début des années 1970 avec Gordon Henderson et aussi interprétée par des groupes tels que Les Grammacks avec Jeff Joseph comme membre principal. C'est un mélange de kadans et de calypso

### Zouk
Le zouk, originaire de la Guadeloupe, est apparu dans les années 1960,ce genre musical est inspiré de la Kadans. Le zouk moderne introduit, les éléments de gwo ka, de tambour, de ti bwa et de biguine vidé sont prédominants. Bien qu'il y ait de nombreux styles de zouk, il existe quelques points communs. Le créole de la Guadeloupe et de la Martinique en est un élément important et constitue un trait distinctif de cette musique. En général, le zouk est centré autour de chanteurs vedettes sans qu'il soit fait grand cas des autres musiciens et se ramène presque exclusivement à des enregistrements en studio.
L'orchestre guadeloupéen Kassav' reste le groupe de zouk le plus connu. Kassav' a introduit les influences des danses quadrilles (appelé haute-taille en Martinique) et bal granmoun, des biguines et des mazurkas, ainsi que des influences antillaises plus contemporaines comme les rythmes du Kompa, reggae et de la salsa. Des concerts publics de zouk ont très tôt emprunté aux traditions rock et heavy metal d'Europe et d'Amérique et le genre s'est étendu au monde entier, surtout dans les pays en voie de développement.

### Gwo ka moderne
Une version plus moderne de gwo ka est le gwo ka moderne, qui ajoute de nouveaux instruments allant du conga, du djembé et des chimes à la guitare basse électrique. Fondamentalement, tous ces styles utilisent pourtant les mêmes rythmes de base au nombre de sept comme le gwo ka populaire. Le légendaire groupe de zouk Kassav' a joué un rôle important dans la modernisation du gwoka, conférant un crédit plus "policé" à un style considéré comme arriéré et simpliste; ils jouèrent au début dans un cadre gwoka, reprenant des chants de la tradition carnavalesque gwoka du mas à St. Jean et rendant même hommage au légendaire percussionniste traditionnel Velo dans leurs premiers albums.
Les artistes Gwo ka modernes incluent Pakala Percussion, Van Lévé et Poukoutan'n, de même que des musiciens plus influencés par la pop comme Marcel Magnat et Ti Céleste, tandis que Gérard Hubert et d'autres ont mêlé le gwo ka et le zouk. Le plus célèbre artiste de gwo ka, toutefois, est William Flessel, dont le Message Ka de 1994 devient un tube international.

### Kompa
La musique de Guadeloupe et de Martinique est depuis toujours en inter-relation avec la musique haïtienne pour certaines raisons. Les nombreuses vagues d'immigration, participent elles aussi à ces échanges. Ainsi le konpa est arrivé dans les Antilles françaises, il y a déjà bien longtemps. Même si les groupes les plus fameux sont toujours haïtiens, le konpa est une des musiques les plus populaires pour danser aux Antilles.
Les musiques actuelles des antilles et de la Guyane françaises doivent beaucoup à la musique haïtienne, popularisée dans les années 1960 par l'arrivée des Weber Sicot, Nemours Jean-Baptiste, Gary French, magnifiée par Tropicana et bien d'autres, à tel point que tous les groupes de scène célèbres issus de ces communautés(La Perfecta, Operation 78, Taxi Créole, Kwak, les Aiglons, Grammacks et Exile One de la Dominique qui ont créé le Cadence Lypso, et même Kassav, etc.) ont en fait produit beaucoup d'œuvres présentées comme des créations locales qui comportent les signes distinctifs de la musique populaire de Haïti et qui sont très facile à identifier : nouveaux types d'harmonie, placement et variétés des lignes de chœurs en rapport avec le lead vocal, long chorus de guitare ou d'un instrument solo, écriture rythmiques des congas et de la cow bell, riffs des cuivres, etc.
Au début des années 2010, le répertoire qui rencontre le grand public en Martinique par exemple en radio et dans les salles de bal ou les podiums de fêtes patronales, souvent avec les stars haïtiens, est principalement à base de konpa qui est aussi un fort vecteur des séances de groupes religieux (konpa céleste).

### Ragga ou dancehall
Le zouk n'est pas le dernier genre musical à avoir bouleversé la société antillaise : ainsi, aujourd'hui, la musique la plus populaire dans son temps chez les jeunes de la Martinique et de la Guadeloupe est le Ragga. Le ragga est un genre musical issu de la Jamaïque mais qui est très implanté dans les Antilles françaises. Ainsi, après la scène jamaïcaine, c'est en Guadeloupe et en Martinique que l'on rencontre les artistes et les groupes de ragga les plus prolifiques de la planète.

### Hip-hop
Le hip-hop est un genre musical caractérisé par un rythme accompagné par son expression musicale le rap et de la culture artistique l'entourant créé à New York dans le South Bronx au début des années 1970. Il a débarqué aux Antilles en Guadeloupe dans les années 1990 et en Martinique vers les années 2000.
Parmi les artistes connus, on peut citer :
- Keros-N
- Nicy
- T-Kimp Gee
- Warped
- Lutin
- Le Reyel Ay
- Oneel
- Blade
- Drexi
- Evil P
- Chien La Ri
- Gambi G
- STG
- Walton
- Miky Ding La
- Mercenaire
- Bruce little
- Shaka Zulu
- Shin
- Piafo
- JKevlar
- Don Snoop
- Beretalesix
- varsko Kidman
- Dy-Nice
- Le collectif Black KSC
- Gucci C
- Apokalyps
- Railfé
- Mata
- TGX
- Tency
- Lyrrix
- Pon2Mik
- Tiitof
- Meryl

## Musique créole alternative
En parallèle des courants majeurs, se développent des mouvements qui puisent leur originalité dans le rapprochement qu'ils initient entre les richesses patrimoniales locales et les ressources technologiques, instrumentales, rythmiques, harmoniques des cultures étrangères. Ces mouvements, souvent marginalisés médiatiquement, méritent d'être mentionnées pour leur caractère créatif, et innovant.

### Créole Jazz / Kreyòl Djaz
Le Créole Jazz (Kréyòl Djaz) est un style initié dans les années 1970-80 par Alain Jean-Marie entouré de quelques musiciens-pionniers évoluant dans une mouvance inspirée du jazz américain.
La particularité du Créole Jazz tient dans l’utilisation des musiciens-créateurs de rythmes issus des traditions musicales de leurs régions (généralement insulaires, les anciennes colonies outre-mer) comme soutien rythmique aux mélodies élaborées et aux improvisations (essences même du jazz).
Les musiciens du Créole Jazz utilisent donc les rythmes traditionnels créoles, urbains (biguine, mazurka) ou des campagnes (gwoka, bèlè, rara). L’utilisation des percussions traditionnelles (tambours) est souvent indissociable de la couleur Créole Jazz et permet de démarquer le genre de l’Afro Jazz, du Latin Jazz ou même de la World Music.
Le groupe marquant du Créole Jazz, qui à la suite d’Alain Jean-Marie offre une démarche plus moderne dans les années 1980 en intégrant les sons synthétiques, c’est Fal Frett. D’autres musiciens sauront donner une identité précise au style, chacun dans sa région, avec Mario Canonge en Martinique, Caraïbe Jazz Ensemble en Guadeloupe, le Caribbean Sextet en Haïti, Luther François à Sainte-Lucie. Le pianiste Chyco Jehelman qui a été un des piliers de l'évolution des orchestres populaires a créé son propre chemin et est devenu un exceptionnel soliste jouant principalement en solo.
On voit de plus en plus l’émergence de rythmes hybrides dans les formations Créole Jazz récentes, des rythmes dont on ressent fondamentalement les bases créoles, mais mixées avec d’autres éléments rythmiques, soit des éléments créoles modernes (zouk, dancehall), ou encore avec des influences occidentales.
Depuis le début des années 2000, une nouvelle génération de jeunes musiciens émanant de ces contrées créoles offre un second souffle au Créole Jazz, tout en définissant encore plus précisément le style par des sorties d’albums résolument axés sur la démonstration de la dimension jazz de ce courant musical. On peut citer Gilles Rosine, Dominique Bérose, Ronald Tulle, Marc Cabréra, pour arriver aujourd’hui au jeune pianiste le plus emblématique du genre, Grégory Privat.
Autres artistes et groupes référents : Zépis’, Sonny Troupé, Caraïb II Jazz, Franck Nicolas, Frantz Laurac, Chyco Siméon, Guy-Marc Vadeleux, Hervé Celcal, Jacques Schwarz-Bart, Jimmy Felvia, Kriyolio, Just Wody, Mushi Widmaier, Mizikopéyi, Jowee Omicil Jr. (en), Raymond d’Huy, Réginald Policard, Thierry Fanfant, Winston Berkeley, Yann Négrit, Eric Bonheur…
Depuis 2010, l'émission radiophonique hebdomadaire Kréyòl Djaz (Tropiques FM), animée par le compositeur, interprète et producteur Tony Chasseur, présente ces artistes qui participent à la promotion de leur culture au-delà des frontières antillaises. Tony Chasseur a confirmé son évolution avec la création d'un big band renommé et l'apport de nouveaux thèmes musicaux et des chansons de sa composition.

### Kako
« Le Kako fait l’alliance entre les musiques traditionnelles de Guadeloupe avec les sonorités modernes et musiques électroniques dites « urbaines ».
Ce mouvement musical né dans les années 2000 est représenté par le compositeur, beatmaker et producteur Exxòs mètKakOLa. En collaboration avec le beatmaker dOUb6, il évolue avec des artistes de toutes les générations tels Erick Cosaque, Dominique Coco, G’Ny…

### Bouyon Gwada
Originaire de la Dominique, le bouyon est une « soupe de gombos ». Ce genre musical reprend des styles caribéens, comme le jump-up, le dancehall jamaïcain ou encore la soca. Les Guadeloupéens se sont réapproprié la musique, en y ajoutant des paroles suggestives en créole. Micky Ding La, Weelow, Gaza Girl ou encore Suppa ont fait la promotion de ce rythme, à travers des titres tels que Sa zot vlé, frappé'y, Mouyé pou i rèd.

### Rock Gwada
Bien que genre minoritaire, les groupes de Rock antillais participent à l'élargissement du spectre musical caribéen. Les fers de lance que sont les groupes The Bolokos, ou Livestocks incluent des thématiques, des rythmiques ou mélodies caribéennes sur les influences britanniques ou américaines. Le collectif "Rock In Gwada" regroupe une partie de ces groupes dont un premier festival a eu lieu à Petit-Bourg en 2016,.

## Auteurs compositeurs et interprètes
- Terry Brival
- Roland Brival
- Eugène Mona
- Lola Martin
- Gertrude Seinin
- Anzala
- Malavoi
- Kassav
- Dédé Saint Prix